# معركة كارديا
معركة كارديا هي معركة بحيرة قامت بين أساطيل الإمبراطورية البيزنطية وإمارة كريت قرب كارديا في خليج خسوف انتصر فيها البيزنطيون انتصارًا حاسمًا.
1. ↑   https://en.wikipedia.org/wiki/Cardia_(Thrace). {{استشهاد ويب}}: |url= بحاجة لعنوان (مساعدة) والوسيط |title= غير موجود أو فارغ (من ويكي بيانات) (مساعدة)